# Michael Learns to Rock (1991)
Michael Learns to Rock è il primo album in studio del gruppo musicale danese omonimo, pubblicato il 13 agosto 1991.

## Tracce
1. My Blue Angel – 3:55
2. Looking at Love – 4:30
3. A Kiss in the Rain – 4:45
4. The Actor – 4:34
5. Messages – 4:32
6. I Still Carry On – 4:36
7. Crazy Dream – 3:59
8. African Queen – 4:10
9. Come on and Dance – 4:44
10. Let's Build a Room – 3:35
11. Gone After Midnight (traccia bonus CD) – 4:10

Tracce bonus rimasterizzazione 2014
1. The Actor (remix '99) – 4:11
2. The Actor (versione piano) – 4:22
3. I'll Kill for You (Outtake 1990) – 4:03
4. The Actor (versione in danese del 17 luglio 1990) – 4:36